# Luis Ramírez de Lucena

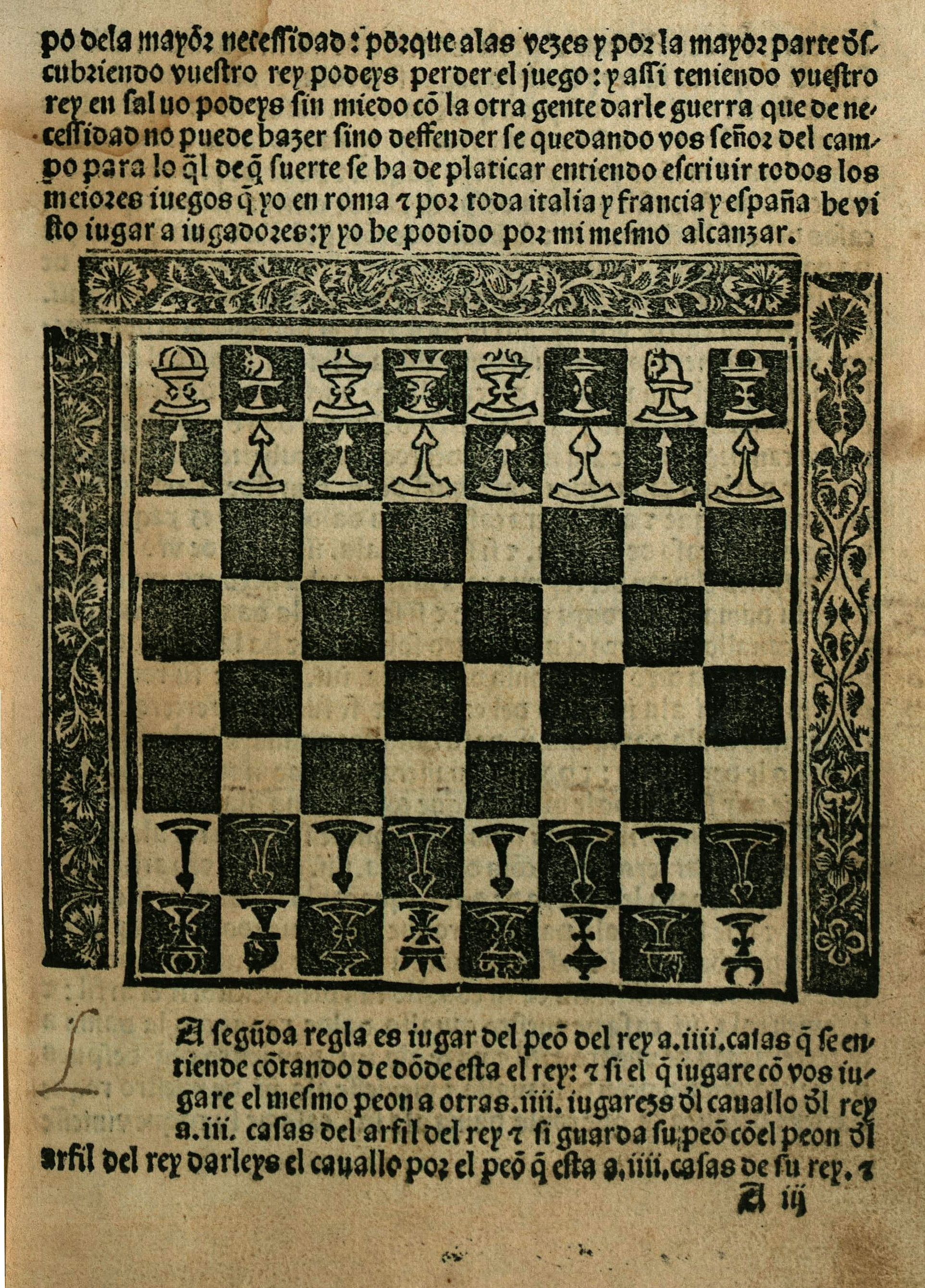
Een pagina uit het boek van Lucena

Luis Ramírez de Lucena (1475 – 1530) was een Spaans dichter, schaker en uitgever van voor zover bekend het oudste nog bestaande gedrukte schaakboek, met de titel: Repeticion de Amores y Arte de Axedres. Hij was de zoon van de Spaanse ambassadeur Juan Ramírez de Lucena.
Het boek bestaat uit twee gedeelten, het eerste gaat over de liefde en het tweede gaat over schaken. Het boek behandelt een tiental openingen waaronder de Franse en de Scandinavische. Er zijn zeker twintig exemplaren van overgebleven.